# Лихаревы

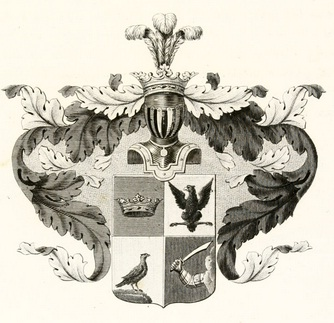
ОГ V, 35

Лихаревы — русские дворянские роды татарского происхождения.
В Гербовник внесены две фамилии Лихаревых:
1. Потомство Анания, по прозванию Иван Лихарь, выехавшего из Золотой Орды в 1382 году (Герб. Часть V. № 34).
2. Потомство Федора Антоновича Лихарева, пожалованного поместьями в 1673 г. (Герб. Часть V. № 35)[1]

При подаче документов (1686) для внесения рода в Бархатную книгу, была предоставлена родословная роспись Лихаревых.
Род Лихаревых внесён в VI часть родословных книг Московской[4], Рязанской[5], Саратовской, Тамбовской и Тульской губерний. В 1914 г. состоялось учреждение взаимного вспомоществования дворян Лихаревых, председателем правления коего, Михаилом Николаевичем Лихаревым, издается периодически «Родовой листок».[6]

## Происхождение и история рода
Древнейший из них происходит от знатного татарина Бахты-Хозя, во святом крещении Анания, по прозванию Иван-Лихарь, который, вместе с двумя братьями Орды-Хозя (постельничий Тохтамыша)  и Маматы-Хозя (родоначальниками Тевяшевых и Фустовых), выехал из Золотой Орды к великому князю Василию Дмитриевичу (1391) (в других источниках к Дмитрию Донскому в 1382). В Степенной книге упоминается, что крещение их произвело в Москве большое впечатление, потому что были они в Орде знатные сановники.
В марте 1553 года Москва получила сообщение с луговой стороны об убийстве московских сборщиков ясака — татарина Мисюря Лихарева и русского Ивана Скуратова. Опричником Ивана Грозного числился Рудак Ильин Лихарев (1573). Многие из Лихаревых в XVI и XVII веках служили стольниками и воеводами. Стольник Иван Петрович и Осип Никитич Лихаревы испомещены в 1667 и 1670 годах.

## Описание гербов

#### Герб. Часть V. № 35
Герб потомства Фёдора Антоновича Лихарева: щит разделен на четыре части, из которых в первой части, в голубом поле, изображена золотая дворянская корона. Во второй части, в золотом поле, чёрный одноглавый орёл с распростёртыми крыльями. В третьей части, в золотом же поле, видна птица, на земле стоящая. В четвертой части, в красном поле, выходящая из облака рука, в серебряных латах, с мечом (польский герб Малая Погоня). Щит увенчан обыкновенным дворянским шлемом с дворянской на нём короной и тремя страусовыми перьями. Намёт на щите голубого и красного цвета, подложенный золотом.

#### Герб Лихаревых 1785 г.
В Гербовнике Анисима Титовича Князева 1785 года имеется изображение печати с гербом Дмитрия Васильевича Лихарева: в серебряном поле щита изображены: золотые лук со стрелой и натянутой тетивой, обращенный остриём стрелы, горизонтально, в правую сторону (изм. польский герб Лук). В верху и внизу от острия стрелы, вертикально, два золотых же полумесяца, рогами обращенные в левую сторону. Щит увенчан дворянской короной (дворянский шлем и намёт отсутствуют). По сторонам щита две пальмовые ветви, скрещенные под щитом.

## Известные представители
- Лихарев, Давид — московский посол, отправлен великим князем Иоанном III «о любве» в Большую орду к хану Шиг-Ахмету вместе с ханским послом Хазом (март 1502), приезжавшим предлагать московскому князю союз с условием воевать Литву, если он не будет вступаться за враждебного Шиг-Ахмету крымского царя Менгли-Гирея. Иоанн милостиво принял Хаза и, отпуская с ним Лихарева, поручил последнему передать хану, вместе с ласковыми приветствиями, что враги Менгли-Гирея никогда не будут друзьями московского князя. Лихареву, впрочем, не пришлось исполнить возложенное на него поручение, так как остатки Батыева царства той же весной разрушены были Менгли-Гиреем. Летом (1502) последний московский посол вернулся из Орды.[7]
- Лихарев Иван — голова в Туринске (1600—1605) (два раза).
- Лихарев Никита Парамонович — воевода в Дорогобуже (1614—1615), в Мценске (1617—1619), в Брянске (1626), московский дворянин (1627).
- Лихарев Владимир — осадный голова в Печерниках (1616).
- Лихарев Осип Герасимович — воевода в Епифани (1616—1617).
- Лихарев Фёдор Ермолаевич — воевода.
- Лихарев Максим Васильевич — воевода в Устюжне-Железнопольской (1625—1628), московский дворянин (1629).
- Лихарев Фёдор Злобин — рязанский городовой дворянин (1627—1629).
- Лихаревы: Иван Савинов, Дмитрий Сотников, Дмитрий и Григорий Герасимовичи — каширские городовые дворяне (1627—1629).
- Лихарев Василий Сотников — стольник патриарха Филарета (1627—1629), московский дворянин (1636—1640).
- Лихарев Яков Никитич — патриарший стольник (1627—1629), стольник (1629—1658).
- Лихарев Яков Никитич — стряпчий (1627—1629).
- Лихарев Фёдор Ермолаевич — воевода в Михайлове (1627).
- Лихарев Лопырь Семёнович — патриарший стольник (1629), московский дворянин (1629—1658).
- Лихарев Иван Владимирович — воевода в Новосиле (1634—1635).
- Лихаревы: Пётр Фёдорович и Пётр Алексеевич — московские дворяне (1627—1640).
- Лихарев Дмитрий Корнилович — воевода в Епифани (1639—1640).
- Лихарев Осип Никитич — воевода в Сапожке (1644—1646), в Тамбове (1651), московский дворянин (1660—1677).
- Лихачев Федор Андреевич — воевода в Гремячем (1646—1649).
- Лихарев Борис Иванович — стряпчий (1658—1676), стольник (1678—1686), думный дворянин (1690—1692).
- Лихарев Василий Никитич — стольник (1627—1629), московский дворянин (1636—1677), воевода в Козлове (1657—1659), в Тамбове (1659).
- Лихарев Семён Алексеевич — воевода в Полоцке (1659).
- Лихарев Иван Петрович — стольник (1658—1676), думный дворянин (1677), воевода в Козлове (1659—1662), в Севске (1674—1676), в Белгороде (1677—1678), в Киеве (1679).
- Лихарев Василий — воевода в Витебске (1665).
- Лихарев Дмитрий Иванович — стольник (1661—1692), воевода в Сургуте (1676).
- Лихарев Василий Дмитриевич — стольник царицы Марфы Матвеевны (1676), стольник (1686).
- Лихарев Алексей Иванович — московский дворянин (1676—1679), стольник (1686—1692).
- Лихарев Юрий Иванович — воевода в Воротынске (1677—1678).
- Лихаревы: Иван и Александр Дмитриевичи — стольники царицы Прасковьи Фёдоровны (1686—1692).
- Лихарев Алексей Семёнович — стольник царицы Прасковьи Фёдоровны (1686), стольник (1687—1692).
- Лихаревы: Фёдор Алексеевич, Степан Сергеевич, Осип Иванович, Митрофан Фёдорович, Кирилл Назарьевич, Иван Андреевич, Захар Лукьянович, Василий Прокофьевич, Семён и Борис Васильевичи — стряпчие (1658—1692).
- Лихаревы: Пётр Семёнович, Пётр Никитич, Михаил Назарьевич, Кирилл Прокофьевич, Леонтий Кириллович, Осип и Иван Фёдоровичи, Алексей Петрович, Юрий, Михаил, Кирилл, Дей и Алексей Ивановичи — московские дворяне (1658—1692).
- Лихаревы: Фёдор Дмитриевич, Сила и Пётр Васильевичи, Пётр Кириллович, Михаил Осипович, Иван Петрович, Фёдор, Яков, Сила, Степан, Тимофей, Иван и Иван Большой Ивановичи, Семён и Иван Алексеевичи, Денис Деев, Архип Андреевич — стольники (1682—1696)[8][9].
- Лихарев, Иван Михайлович (8 февраля 1676 — 20 декабря 1728, Архангельск) — архангельский губернатор, генерал-лейтенант[10].
- Лихарев Владимир Николаевич (1803—1840) — подпоручик квартирмейстерской части, декабрист. Погиб в сражении с горцами при Валерике.
- Лихарев, Николай Николаевич (1865—1941) — член IV Государственной думы от Саратовской губернии.